# Mark Naftalin
Mark Naftalin (Minneapolis, 2 augustus 1944) was een Amerikaanse bluestoetsenist, componist, producent en radiopresentator. Hij verscheen op de eerste vijf albums van de Paul Butterfield Blues Band in het midden van de jaren 1960 als bandlid en werd als zodanig opgenomen in de Rock and Roll Hall of Fame in 2015. Later werkte hij op het podium met wijlen collega Butterfield Band-lid Mike Bloomfield en is al tientallen jaren actief vanuit zijn huis in Marin County in de San Francisco Bay Area als festival- en radiomaker.

## Biografie
Naftalin verhuisde in 1961 naar Chicago en studeerde in 1964 af aan de Universiteit van Chicago, waar hij optrad op piano op "twist parties" op de campus, die toen populair waren. Op deze feesten speelde Naftalin voor het eerst met blues-mondharmonicaspeler Paul Butterfield en gitarist Elvin Bishop, de kern van wat de Paul Butterfield Blues Band zou worden. Naftalin kreeg toen bekendheid als toetsenist in de Butterfield Blues Band van 1965-1968. Op het eerste album van de band soleert hij en heeft hij een schrijftegoed op het instrumentale nummer Thank You Mr. Poobah. Op het tweede album East West van de band wordt hij genoemd als "Naffy Markham".
Eind jaren 1960, na de eerste vier Butterfield-albums, ging Naftalin alleen op pad en vestigde zich in de San Francisco Bay Area. Daar stelde hij de Mark Naftalin Rhythm & Blues Revue samen en was hij actief in blues- en rockopnamesessies, solo-optredens en revueshows en als producent van concerten, festivals en radioshows. Hij speelde als duo met collega Butterfield bandlid Mike Bloomfield. Hij speelde ook in een band (meestal Mike Bloomfield & Friends genoemd) van eind jaren 1960 tot midden jaren 1970. Hij was gastheer van de Blue Monday Party van Mark Naftalin, een wekelijkse bluesshow (1979-1983) met meer dan 60 bluesartiesten en groepen en was het toneel van 86 live radio-uitzendingen en drie tv-specials.
Naftalin heeft het Marin County Blues Festival (1981-2000) geproduceerd en was de associate producent van de Blues Afternoon van het Monterey Jazz Festival (1982-1991). Zijn wekelijkse radioshow Mark Naftalin's Blues Power Hour was sinds 1979 bijna onafgebroken in de ether te horen op de radio KALW-FM in San Francisco.
Naftalin was medeoprichter van de Blue Monday Foundation en startte in 1988 zijn eigen label Winner Records, dat opnamen heeft uitgebracht door artiesten als Paul Butterfield en Percy Mayfield. Hij bleef optreden, zowel solo als in een ensemble, in de Bay Area en elders, vaak met de oude associate slide-gitarist Ron Thompson. In de jaren 1970 verscheen hij op twee albums van Quicksilver Messenger Service.
Naftalin heeft ook opgenomen met vele bluesspelers, waaronder John Lee Hooker, Otis Rush, Percy Mayfield, Lowell Fulson, Big Joe Turner, James Cotton, Mike Bloomfield, Jake Walker en Van Morrison en als sideman op meer dan 100 albums. Hij speelde keyboards op het eerste album Living With the Animals uit (1968) van Mother Earth en werd gecrediteerd als mede-producent en arrangeur.
Naftalin werd in 2015 opgenomen in de Rock and Roll Hall of Fame als een vroeg lid van de Paul Butterfield Blues Band.

## Privéleven
Naftalin, geboren in Minneapolis, Minnesota, Verenigde Staten, is de zoon van de voormalige burgemeester van Minneapolis Arthur Naftalin. Hij is getrouwd met derde vrouw Ellen Naftalin. Zijn zoon is de kunstenaar uit de San Francisco Bay Area, David Normal. Mark is Joods.